# Список пам'яток історії та культури Києва (М—С)
У статті наведений перелік пам'яток історії та культури в місті Київ, які включені до другої частині книги «Київ» Зводу пам'яток історії та культури України, що була видана у 2004 році.
Інші частини: частина 1 (А—Л) (1999), частина 3 (С—Я) (2011).
Умовні позначення типу пам'ятки:
- а — археологічна
- А — архітектурна
- і — історична
- М — монументального мистецтва
- мб — містобудівна

## Частина 2, М—С
| Номер     | Пам'ятка | Тип пам'ятки | Дата будівництва                                  | Пам'ятка історії, де … | Примітки                                     |
| --------- | --- | ------------ | ------------------------------------------------- | --- | -------------------------------------------- |
| 248       | Макарія Митрополита київського священномученика церква, вул. Стара Поляна, 46 | А, і, М      | 1897, XX ст.                                      | |                                              |
| 249       | Мала Житомирська вулиця | А, і, мб     | XIX—XX ст.                                        | |                                              |
| 249.1     | Житловий будинок № 13/6 | А            | 1896                                              | |                                              |
| 249.2     | Житловий будинок № 18 | А            | Кін. XIX ст.                                      | |                                              |
| 249.3     | Житловий будинок № 11 | А, і         | 1893                                              | містилася редакція газети «Работник», проживав Яновський Ф. Г. |                                              |
| 249.4     | Житловий будинок № 6 | А, і         | 2-га пол. XIX ст.                                 | містилися Самаритські курси Товариства допомоги для інтелігентних жінок, працювали відомі вчені й лікарі |                                              |
| 249.5     | Житловий будинок № 7 | А, і         | 2-га пол. XIX ст.                                 | містилося Київське відділення Російського музичного товариства, проживали і перебували відомі культурні та громадські діячі                                                                                                   |                                              |
| 249.6     | Житловий будинок № 5 | А, і         | 1910—1911                                         | проживав П'ятигорович К. О. |                                              |
| 249.7     | Житловий будинок № 15 | А, і         | 1887—1892, 1900—1901                              | проживала Аренс Е. Е. |                                              |
| 249.8     | Житловий будинок № 17 | А, і         | 2-га пол. XIX ст.                                 | проживала родина Мамишевих, бував Шолом-Алейхем |                                              |
| 249.9     | Житловий будинок № 19 | А, і         | 1879                                              | проживала Суровцова Н. В. |                                              |
| 249.10    | Житловий будинок № 10 | і            | 1969                                              | проживали Вірський П. П., Дерегус М. Г., Маринченко Є. О. |                                              |
| 249.11    | Комплекс центральних лазень з гідропатичною установою і житловим будинком № 3-а, 3/4                                                                                                   | А, і         | 1893—1894                                         | проживала родина Кричевських |                                              |
| 249.12    | Садиба № 9-а, 9-б | А            | 1897                                              | |                                              |
| 249.13    | Садиба № 20, 20-а, 20-б, 20-в, 20-г | А, і         | Кін. XIX — поч. XX ст.                            | містилося Київське відділення Товариства поширення освіти серед євреїв у Росії |                                              |
| 249.14    | Садиба № 12-а, 12-б | А, і         | 1909                                              | проживав Бабій Б. М. | Стан аварійний.                              |
| 249.15    | Садиба (Мурашка) № 14-а, б | А, і         | 2-га пол. XIX — поч. XX ст.                       | проживали Мурашки О. І. та О. О. | Стан аварійний.                              |
| 250       | Малопідвальна вулиця | А, і, мб     | Серед. XIX — XX ст.                               | |                                              |
| 250.1     | Житловий будинок № 1/7 | А            | 1900—1901                                         | |                                              |
| 250.2     | Житловий будинок № 2/9 | А            | 1884                                              | |                                              |
| 250.3     | Житловий будинок № 6 | А            | 1890-ті рр.                                       | |                                              |
| 250.4     | Житловий будинок № 15 | А            | 1896—1897                                         | |                                              |
| 250.5     | Житловий будинок № 12/10 | А, і         | Кін. XIX ст.                                      | проживав Дорошенко П. Я. |                                              |
| 250.6     | Житловий будинок № 21/8 | і            | 1953                                              | проживав Наумов М. І. |                                              |
| 250.7     | Житловий будинок № 4 | А, і         | 1910                                              | проживав Родзевич С. І. |                                              |
| 250.8     | Житловий будинок № 3 | і            | Кін. XIX — поч. XX ст.                            | проживали Білецький Л. Т., Кримський А. Ю. |                                              |
| 250.9     | Житловий будинок № 10 | А, і         | 1909—1910                                         | проживали Баренбойм І. Ю., Кондиленко І. І. |                                              |
| 251       | Маріїнський палац, вул. М. Грушевського, 5-а | А, і, М      | Серед. XVIII — 2-га пол. XIX ст.                  | | Потребує реставрації.                        |
| 252       | Маріїнський парк, вул. М. Грушевського, 5 | і, мб        | XIX — XX ст.                                      | |                                              |
| 252.1     | Братська могила учасників жовтневого повстання 1917, пам'ятник | і, М         | 1949                                              | |                                              |
| 252.2     | Братська могила учасників січневого повстання 1918, пам'ятник | і, М         | 1967                                              | |                                              |
| 252.3     | Могила Ватутіна М. Ф. 1944, пам'ятник | і, М         | 1948                                              | |                                              |
| 252.4     | Могила Іванова А. В. | і            | 1927                                              | |                                              |
| 252.5     | Фонтан | А            | Кін. XIX — поч. XX ст.                            | |                                              |
| 253       | Медичне відділення вищих жіночих курсів, вул. Мечникова, 5 | А, і         | 1908—1909                                         | |                                              |
| 254       | Межигірська вулиця | А, і, мб     | XIX—XX ст.                                        | |                                              |
| 254.1     | Житловий будинок № 5 | А            | 1900                                              | |                                              |
| 254.2     | Житловий будинок № 17 | А            | 1898                                              | |                                              |
| 254.3     | Житловий будинок № 24 | А            | Кін. XIX ст.                                      | |                                              |
| 254.4     | Житловий будинок № 26/24 | А            | 1898—1914                                         | |                                              |
| 254.5     | Житловий будинок № 33/19 | А            | Кін. XIX ст.                                      | | Стан аварійний.                              |
| 254.6     | Житловий будинок Балабухи М. О. № 3/7 | А, і         | 1897—1911                                         | проживали Балавенський Ф. П., Кольцов М. Ю. |                                              |
| 254.7     | Житловий комплекс № 23/22 | А            | 2-га пол. XIX ст.                                 | |                                              |
| 254.8     | Особняк № 12/25 | А, і         | Серед. XIX ст.                                    | містилася редакція журналу «Церковно-приходская школа» |                                              |
| 254.9     | Садиба, вул. Межигірська, 9/23, вул. Хорива, 21/23-б | А            | 1902                                              | |                                              |
| 254.10    | Садиба № 19 | А            | 2-га пол. XIX ст.                                 | |                                              |
| 254.11    | Садиба № 32-а, 32-б | А            | Кін. XIX — поч. XX ст.                            | |                                              |
| 255       | Меморіал викладачам і студентам Київського державного художнього інституту, загиблим у роки Великої вітчизняної війни, вул. Смирнова-Ласточкіна, 20                                    | М            | 1963, 1978                                        | |                                              |
| 256       | Меморіальний комплекс «Український державний музей історії великої вітчизняної війни 1941—1945 років», вул. Січневого повстання, 44                                                    | А, М         | 1981                                              | |                                              |
| 257       | Меморіальний комплекс пам'яті воїнів України, полеглих в Афганістані, вул. Січневого повстання                                                                                         | М            | 1999                                              | |                                              |
| 258       | Микільські печери, вул. Дніпровський узвіз | а            | XII—XIV ст.                                       | |                                              |
| 259       | Микільсько-Ботанічна вулиця | А, і, мб     | XIX—XX ст.                                        | |                                              |
| 259.1     | Житловий будинок № 2 | А            | 1950                                              | |                                              |
| 259.2     | Житловий будинок № 3 | А            | 1910-ті рр.                                       | |                                              |
| 259.3     | Житловий будинок № 5—7/9—11 | А            | 1951—1958                                         | |                                              |
| 259.4     | Житловий будинок № 31 | і            | 1975—1977                                         | проживав Пилипенко А. Т. |                                              |
| 259.5     | Житловий будинок № 17/4 | і            | Кін. 1960-х рр.                                   | проживала Федутенко Н. Н. |                                              |
| 259.6     | Житловий будинок № 4 | А, і         | 1896—1897                                         | проживали Білогриць-Котляревський Л. С., Порш М. В., Тутковський П. А. |                                              |
| 259.7     | Житловий будинок № 10 | А, і         | Поч. XX ст.                                       | проживали Букрєєв Б. Я., Букрєєв Є. Б., Толпиго К. Б. |                                              |
| 259.8     | Житловий будинок № 14/7 | А, і         | Поч. 1950-х рр.                                   | проживали відомі вчені, Покришкін О. І. |                                              |
| 259.9     | Житловий будинок № 1/16 | А, і         | 1910                                              | проживали відомі діячі науки і культури |                                              |
| 259.10    | Житловий будинок № 11-а | і            | Кін. XIX — поч. XX ст.                            | проживали Маслянников В. Л., Павлуцький Г. Г. |                                              |
| 260       | Миколаївське артилерійське училище, просп. Повітрофлотський, 28 — вул. Курська, 1/26, 3, 5                                                                                             | А, і         | 1914—1918                                         | |                                              |
| 260.1     | Адміністративний корпус, просп. Повітрофлотський, 28 | А            | 1914—1918                                         | |                                              |
| 260.2     | Ангар для навчальних гармат, просп. Повітрофлотський, 28 | А            | 1914—1918                                         | |                                              |
| 260.3     | Водонапірна башта, просп. Повітрофлотський, 28 | А            | 1914—1918                                         | |                                              |
| 260.4     | Головний навчальний корпус, просп. Повітрофлотський, 28 | А            | 1914—1918                                         | |                                              |
| 260.5     | Житлові будинки для офіцерів-вихователів, вул. Курська, 1/26, 3, 5 | А            | Поч. XX ст.                                       | |                                              |
| 260.6     | Котельня, просп. Повітрофлотський, 28 | А            | 1914—1918                                         | |                                              |
| 260.7     | Манеж, просп. Повітрофлотський, 28 | А            | 1914—1918                                         | |                                              |
| 260.8     | Механічний млин, просп. Повітрофлотський, 28 | А            | 1914—1918                                         | |                                              |
| 260.9     | Навчальний корпус № 1, просп. Повітрофлотський, 28 | А            | 1914—1918                                         | |                                              |
| 260.10    | Навчальний корпус № 2, просп. Повітрофлотський, 28 | А            | 1914—1918                                         | |                                              |
| 260.11    | Пральня, просп. Повітрофлотський, 28 | А            | 1914—1918                                         | |                                              |
| 260.12    | Речовий склад, просп. Повітрофлотський, 28 | А            | 1914—1918                                         | |                                              |
| 260.13    | Стайня, просп. Повітрофлотський, 28 | А            | 1914—1918                                         | |                                              |
| 261       | Миколаївський костьол, вул. Червоноармійська, 75 | А, М         | 1899—1909                                         | |                                              |
| 261.1     | Будинок причту | А            | 1910—1912                                         | |                                              |
| 262       | Миколи Доброго церкви дзвіниця, вул. Покровська, 6 | А, і         | XVIII ст.                                         | |                                              |
| 263       | Миколи Набережного церква, вул. Г. Сковороди, 12 | А, М         | 1772—1775                                         | |                                              |
| 263.1     | Дзвіниця, вул. Г. Сковороди, 12 | А            | Серед. XIX ст.                                    | |                                              |
| 264       | Миколи Притиска церква, вул. Хорива, 5-а | А, і, М      | Кін. XVII—XIX ст., поч. XX ст.                    | |                                              |
| 264.1     | Житловий будинок, вул. Хорива, 5 | А            | 1838                                              | |                                              |
| 265       | Митниця, вул. Жилянська, 97, вул. Пестеля, 4 | А, і         | 1911—1914                                         | |                                              |
| 266       | Михайлівська вулиця | А, і, мб     | XIX — поч. XX ст.                                 | |                                              |
| 266.1     | Житловий будинок № 8 | А            | Кін. XIX ст.                                      | |                                              |
| 266.2     | Житловий будинок № 11 | А            | 1899                                              | |                                              |
| 266.3     | Житловий будинок № 14 | А            | 1882                                              | |                                              |
| 266.4     | Житловий будинок № 15 | А            | 1881                                              | |                                              |
| 266.5     | Житловий будинок № 16-б | А            | 1892—1993                                         | |                                              |
| 266.6     | Житловий будинок № 19 | А            | 1911                                              | |                                              |
| 266.7     | Житловий будинок № 17/2 | А            | 2-га пол. XIX ст.                                 | |                                              |
| 266.8     | Житловий будинок № 16-а | А, і         | 1888                                              | в якому містилися Музично-драматична школа Блуменфельда С. М., Музично-драматичне училище Лєсневич-Носової М. К. |                                              |
| 266.9     | Житловий будинок № 10 | А, і         | Кін. XIX ст.                                      | містилися редакції газети «Громадська думка», журналу «Нова громада», проживали Кисельов М. Н., Купрін О. І. | Стан аварійний.                              |
| 266.10    | Житловий будинок № 9 | А, і         | 1875 — поч. XX ст.                                | проживав Жук М. І. |                                              |
| 266.11    | Житловий будинок № 21 | А, і         | Серед. XIX ст.                                    | проживали Волкович М. М., Лєсков О. С., перебував Лєсков М. С. |                                              |
| 266.12    | Садиба № 6, 6-а, 6-б | А            | 2-га пол. XIX ст.                                 | |                                              |
| 266.13    | Садиба № 18-а, 18-б, 18-в | А            | Серед. XIX — поч. XX ст.                          | |                                              |
| 266.14    | Садиба № 20-а, 20-б, 20-в | А            | Серед. XIX — поч. XX ст.                          | |                                              |
| 266.15    | Садиба, вул. Михайлівська, 24-а, 24-б, 24-в, 24-д — вул. Трьохсвятительська, 11, 13 | А, і         | Серед. XIX — поч. XX ст.                          | містилася Міністерська жіноча гімназія, зупинявся Панас Мирний |                                              |
| 266.16    | Садиба, вул. Михайлівська, 12, 12-а | А, і         | 2-га пол. XIX ст.                                 | | Знесена у 2004 році.                         |
| 266.17    | Садиба, вул. Михайлівська, 7 — вул. Мала Житомирська, 8 | А, і         | Кін. XIX — поч. XX ст.                            | містилося Київське римсько-католицьке доброчинне товариство, проживали Виноградов В. В., Томілін С. А. | Знесена у 2004 році.                         |
| 266.18    | Садиба, вул. Михайлівська, 22-а, 22-б | А, і         | 1899—1900                                         | проживали Бєляєв І. І., родина Дейчів |                                              |
| 267       | Михайлівський Золотоверхий монастир, вул. Трьохсвятительська, 4 — 8; пл. Михайлівська                                                                                                  | а, А, і, М   | XII—XX ст.                                        | |                                              |
| 267.1     | Головне монастирське подвір'я | а, А, М      | XII—XX ст.                                        | |                                              |
| 267.1.1   | Собор св. архістратига Михаїла | а, А, М      | XII—XX ст.                                        | |                                              |
| 267.1.2   | Дзвіниця зі Святою брамою, пл. Михайлівська | А, М         | 1997—1998                                         | |                                              |
| 267.1.3   | Економічна брама, вул. Трьохсвятительська, 6 | А            | 1997                                              | |                                              |
| 267.1.4   | Келії Варваринського відділення № 8-а | А            | 1849—1852                                         | |                                              |
| 267.1.5   | Келії Михайлівського відділення № 6 | А, і         | 1849—1852                                         | проживав Аполлінарій Виглянський |                                              |
| 267.1.6   | Келії півчих архієрейського хору № 6-м | А            | 1894                                              | |                                              |
| 267.1.7   | Льох господарський № 6 | А            | 1713                                              | |                                              |
| 267.1.8   | Мур № 6-в | А            | 1997                                              | |                                              |
| 267.1.9   | Трапезна з церквою св. апостола і євангеліста Іоанна Богослова № 6-в | А, і, М      | 1713—1715                                         | | Стан аварійний.                              |
| 267.2     | Гостиний двір № 4, 4-а, 4-б, 4-в | А, і         | 1858—1908                                         | |                                              |
| 267.2.1   | Готель № 4-а | А            | 1902—1903                                         | |                                              |
| 267.2.2   | Готель № 4 | А, і         | 1907—1908                                         | містяться наукові установи НАНУ, де працювали вчені |                                              |
| 267.2.3   | Готель для прочан («Странноприїмниця») № 4-б, 4-в | А, і         | 1858—1897                                         | проживали Кушнір М. О., Максимович М. О., Марко Вовчок, Риб Є. А. |                                              |
| 268       | Михайлівський провулок | А, і, мб     | XIX — поч. XX ст.                                 | |                                              |
| 268.1     | Житловий будинок № 17 | А            | Кін. XIX — поч. XX ст.                            | |                                              |
| 268.2     | Житловий будинок № 19/18 | А            | 1887—1888                                         | |                                              |
| 268.3     | Житловий будинок № 24/9 | А            | 1903—1904                                         | |                                              |
| 268.4     | Житловий будинок, вул. Паторжинського, 4 (колишній пров. Михайлівський, 37) | А            | 1887                                              | |                                              |
| 268.5     | Житловий будинок, пров. Михайлівський, 14 | А, і         | 1889                                              | |                                              |
| 268.6     | Житловий будинок № 20 | А, і         | 1879                                              | проживав Кривошеєв О. С. |                                              |
| 268.7     | Житловий будинок, вул. Паторжинського, 6 (колишній пров. Михайлівський, 35) | А, і         | 1892                                              | проживав Томашевський С. П., містилася редакція «Робітничої газети» |                                              |
| 268.8     | Житловий будинок, пров. Михайлівський, 12 | А, і         | 1900                                              | проживали Глядківський П. С., Кондратьєва К. Б., Троїцька-Гусєва О. І. |                                              |
| 268.9     | Житловий будинок працівників Наркомрадгоспів № 4 | А            | 1934—1935                                         | |                                              |
| 268.10    | Садиба № 3/16 | А, і         | Поч. XX ст.                                       | |                                              |
| 268.11    | Садиба № 9-а, 9-б | А, і         | 1914                                              | проживали відомі представники науки, культури, військової справи |                                              |
| 269       | Міністерської жіночої гімназії св. княгині Ольги комплекс, вул. Терещенківська, 2, 4 — вул. Б. Хмельницького, 15 — вул. Володимирська, 55                                              | А, і, М      | XIX—XX ст.                                        | містилися всеукраїнська рада військових депутатів, департамент позашкільної та дошкільної освіти, наукові установи УАН—ВУАН—АН УРСР—НАН України, працювали і проживали відомі вчені, педагоги, громадські і політичні діячі   |                                              |
|           | Мости |              |                                                   | |                                              |
| 270       | Міст залізничний Дарницький | А            | 1946—1951                                         | |                                              |
| 271       | Міст залізничний Петрівський (Подільський) | А            | XX ст.                                            | |                                              |
| 272       | Міст ім. Є. Патона | А            | 1953                                              | |                                              |
| 273       | Міст Метро | А            | 1965                                              | |                                              |
| 274       | Міст Північний (Північний мостовий перехід) | А            | 1976                                              | |                                              |
| 275       | Міст над вул. Петрівською | А            | 1896—1897                                         | |                                              |
| 276       | Міст Південний (Південний мостовий перехід) | А            | 1990                                              | |                                              |
| 277       | Міст пішохідний на о. Труханів | А            | 1957                                              | |                                              |
| 278       | Міст пішохідний парковий | А            | 1909—1910, 1983                                   | |                                              |
| 279       | Міст пішохідний через Венеціанську протоку, Гідропарк | А            | 1966                                              | |                                              |
| 280       | Міст через гавань Дніпра | А            | 1963                                              | |                                              |
| 281       | «Місто Володимира» | а            | IX — 1-ша пол. XIII ст.                           | |                                              |
| 281.1     | Брама Софійська (Батиєва), вул. Володимирська, 14/8 | а            | X ст.                                             | |                                              |
| 281.2     | Десятинна церква, вул. Володимирська, 2 | а            | 989—996                                           | |                                              |
| 281.3     | Капище, вул. Володимирська, 3 | а            | 2-га пол. X ст.                                   | |                                              |
| 281.4     | Палац, Андріївський узвіз, 38 | а            | X ст.                                             | |                                              |
| 281.5     | Палац західний, пров. Десятинний, 7 | а            | X ст.                                             | | Під загрозою знищення                        |
| 281.6     | Палац княгині Ольги, вул. Володимирська, 2 | а            | X ст.                                             | |                                              |
| 281.7     | Палац південний, вул. Володимирська, 2 | а            | X ст.                                             | |                                              |
| 281.8     | Печі для випалювання плінфи, вул. Володимирська, 2 | а            | X ст.                                             | |                                              |
| 281.9     | Поховання, рів та міська забудова південно-східної частини київського дитинця, вул. Велика Житомирська, 2                                                                              | а            | IX—XIII ст.                                       | |                                              |
| 281.10    | Ротонда, вул. Володимирська, 3 | а            | XII—XIII ст.                                      | |                                              |
| 281.11    | Собор св. Феодора, вул. Володимирська, 7—9 | а            | 1128                                              | |                                              |
| 281.12    | Церква св. Василія (Трьохсвятительська), вул. Десятинна, 2 | а            | 1183                                              | |                                              |
| 282       | «Місто Ізяслава-Святополка» | а            | XI—XIII ст.                                       | |                                              |
| 282.1     | Михаїла св. архістратига собор, вул. Трьохсвятительська, 6 | а            | XII ст.                                           | |                                              |
| 282.2     | Надбрамна церква, вул. Трьохсвятительська, 8 | а            | XII ст.                                           | |                                              |
| 282.3     | Собор Димитрівського монастиря, вул. Трьохсвятительська, 4-а | а            | 2-га пол. XI ст.                                  | |                                              |
| 283       | «Місто Ярослава» | а            | XI—XIII ст.                                       | |                                              |
| 283.1     | Лазня митрополичого двору, вул. Володимирська, 24 | а            | XI—XII ст.                                        | |                                              |
| 283.2     | Лядська (Печерська) брама, Майдан Незалежності | а            | XI—XIII, XVII—XVIII ст.                           | |                                              |
| 283.3     | Могильник, вул. Велика Житомирська, 11 | а            | XI—XII ст.                                        | |                                              |
| 283.4     | Мостова, вул. Стрітенська, 11 — вул. О. Гончара, 8/5 | а            | XII—XIII ст.                                      | |                                              |
| 283.5     | Оборонний мур софійського двору, вул. Володимирська, 24 | а            | 1030-ті рр.                                       | |                                              |
| 283.6     | Оборонний мур (стіна) і рів, вул. Володимирська, 24 | а            | XI—XIII ст.                                       | |                                              |
| 283.7     | Палац, вул. Ірининська | а            | XI ст.                                            | |                                              |
| 283.8     | Печі для випалювання вапна, вул. Ірининська, 3, 5, 6 | а            | XI ст.                                            | |                                              |
| 283.9     | Церква, вул. Ірининська — вул. Володимирська | а            | XI ст.                                            | |                                              |
| 283.10    | Церква, вул. Стрілецька, 6 | а            | XI ст.                                            | |                                              |
| 283.11    | Церква св. Георгія, вул. Золотоворітська | а            | XI ст.                                            | |                                              |
| 284       | Міська санітарна епідеміологічна станція, вул. Некрасовська, 10/8 | А, і         | 1905—1909                                         | |                                              |
| 285       | Міське училище ім. М. В. Гоголя, вул. Предславинська, 30-а | А            | 1903—1904                                         | |                                              |
| 286       | Міське училище ім. С. Ф. Грушевського, вул. Фрунзе, 164 | А, і         | 1910—1911                                         | |                                              |
| 287       | Міське училище ім. В. А. Жуковського, вул. Лук'янівська, 62 | А, і         | 1903—1904                                         | |                                              |
| 288       | Міський сад, вул. М. Грушевського | і, мб        |                                                   | |                                              |
| 288.1     | Пам'ятник Глінці М. І. | М            | 1910                                              | |                                              |
| 288.2     | Скульптура Заньковецької М. К. | М            | 1974                                              | |                                              |
| 288.3     | Скульптура Лесі Українки | М            | 1965                                              | |                                              |
|           | Міські казарми |              |                                                   | |                                              |
| 289       | Міські казарми, вул. Маршала Рибалка, 6/27, 8 | А, і         | 1910                                              | містилася 33-тя артилерійська бригада |                                              |
| 290       | Міські казарми, вул. Мельникова, 24 | А, і         | 1900—1912                                         | містилися відомі військові формування |                                              |
| 291       | Міські казарми, вул. Г. Андрющенка, 4 | А, і         | 2-га пол. XIX ст. — 1911                          | містилися 132-й піхотний Бендерський полк, 1-й український козацький полк ім. Гетьмана Б. Хмельницького, нацистський табір |                                              |
| 292       | Міські казарми «ділового двору», вул. Димитрова, 1, 3 | і            | 1896—1913                                         | містився 1-й уральський козацький полк |                                              |
| 293       | Млин Бродського Л. І., вул. Набережно-Хрещатицька, 1-а, Боричів узвіз, 13 | А, і         | Поч. XX ст.                                       | |                                              |
| 293.1     | Дизель-моторна станція, вул. Набережно-Хрещатицька, 1-а | А            | 1912                                              | | Знесена у 2004 році.                         |
| 293.2     | Елеватор, Боричів узвіз, 13 | А            | 1907                                              | |                                              |
| 294       | Млин Хрякова М. Г., вул. Оленівська, 11 | А            | 1889—1890                                         | |                                              |
| 295       | Могильник, пров. Киянівський, 10 | а            | XII—XIII ст.                                      | |                                              |
| 296       | Московська вулиця | А, і, мб     | XVIII—XX ст.                                      | |                                              |
| 296.1     | Будинок Київського місцевого правління Російського товариства Червоного Хреста № 1/2                                                                                                   | А, і         | 1904                                              | містився Київський відділ Російського військово-історичного товариства і Київське товариство охорони пам'яток старовини і мистецтва                                                                                           |                                              |
| 296.2     | Будинок культури заводу «Арсенал» № 3 | і            | Поч. XX ст., 1956                                 | діяв самодіяльний театр, працювали відомі діячі культури |                                              |
| 296.3     | Житловий будинок № 15 | А            | Поч. XX ст.                                       | |                                              |
| 296.4     | Житловий будинок № 27 | А, і         | Кін. XIX — поч. XX ст.                            | проживав Крутень Є. М. |                                              |
| 296.5     | Житловий будинок працівників «Метробуду» № 5/2 | А            | 1954                                              | |                                              |
| 296.6     | Комплекс Свято-Введенських жіночих релігійної громади й монастиря № 38, 42 | А, і         | XIX—XX ст.                                        | |                                              |
| 296.6.1   | Головний будинок Свято-Введенських жіночих релігійної громади й монастиря № 42 | А, і, М      | 1804—1879                                         | похована Єгорова М. О. |                                              |
| 296.6.1.1 | Поховання Єгорової М. О. | і            | 1878                                              | |                                              |
| 296.6.2   | Прибутковий будинок Свято-Введенського жіночого монастиря № 38 | А            | 1914                                              | |                                              |
| 296.7     | Особняк № 5 | А, і         | 1899                                              | проживали Жаданівський Б. П., Карачківський М. Ф., Краусс А.-Ф. К., Нестеров П. М. |                                              |
| 296.8     | Садиба № 29, 29-а, 29-б | А            | Кін. XIX — поч. XX ст.                            | |                                              |
| 296.9     | Садиба «Судового двору» Києво-Печерської лаври № 30 | і            | 1897                                              | проживали Меньшов Д. П., Полонська-Василенко Н. Д. |                                              |
| 297       | Музей народної архітектури та побуту України, Пирогів | А, і, М      | 1969                                              | |                                              |
|           | Див.: Список пам'яток Музею народної архітектури та побуту України |              |                                                   | |                                              |
| 298       | Муромець, городище, розташоване у південно-східній частині о. Муромець | а            | XII—XIII ст.                                      | |                                              |
| 299       | Набережна Дніпра, пролягає вздовж Набережного шосе від Поштової площі до моста Патона                                                                                                  | А, мб        | Серед. XIX—XX ст.                                 | |                                              |
| 300       | Неводницький парк | мб           | 1951                                              | |                                              |
| 300.1     | Пам'ятний знак на честь заснування міста Києва | М            | 1982                                              | |                                              |
| 300.2     | Пам'ятник Примакову В. М. | М            | 1970                                              | |                                              |
| 301       | Олександрівська міська лікарня (Центральна міська клінічна лікарня), вул. Шовковична, 39/1                                                                                             | А, і         | 2-га пол. XIX — XX ст.                            | |                                              |
| 301.1     | Богадільня | і            | 1884—1885                                         | |                                              |
| 301.2     | Гінекологічного та хірургічного відділення корпус | А, і         | 1913—1916                                         | працювали Буйко П. М., Лур'є О. Ю., Ольшанецький О. М., Соколов Ф. О. |                                              |
| 301.3     | Дитячого заразного (інфекційного) відділення корпус | А, і         | 1900                                              | |                                              |
| 301.4     | Дитячого нормального і шкіряно-венерологічного відділень корпус | А, і         | 1889—1891, 1926                                   | працювали відомі лікарі та вчені |                                              |
| 301.5     | Заразного (інфекційного) відділення для дорослих корпус | А, і         | 1897—1900                                         | працювали відомі лікарі та вчені |                                              |
| 301.6     | Кардіологічний центр | і            | 1978                                              | працював Грицюк О. Й. |                                              |
| 301.7     | Контора та приймальний покій | А            | 1887—1888                                         | |                                              |
| 301.8     | Пам'ятник Образцову В. П. | М            | 1950                                              | |                                              |
| 301.9     | Пологового відділення корпус | і            | 1893—1894                                         | містилася клініка пропедевтики внутрішніх хвороб, працював Губергріц М. М. |                                              |
| 301.10    | Поховання Дегтерьова М. П. | і            | 1898                                              | |                                              |
| 301.11    | Пральня | А            | 1909—1910                                         | |                                              |
| 301.12    | Пропедевтичної та неврологічної клінік корпус | і            | 1884—1885, 1907—1908                              | працювали відомі лікарі та вчені |                                              |
| 301.13    | Терапевтичного жіночого відділення корпус | А, і         | 1908—1909                                         | |                                              |
| 301.14    | Терапевтичного чоловічого та хірургічного відділень корпус | А, і         | 1914—1917                                         | працювали відомі лікарі та вчені |                                              |
| 302       | Олександрівський дитячий притулок | А            | 1899—1900                                         | |                                              |
| 303       | Олександрівського костьолу комплекс, вул. Костьольна, 13-а, 13-б, 13-д, 17 — вул. Трьохсвятительська, 7                                                                                | А, і         | XIX—XX ст.                                        | |                                              |
| 303.1     | Олександрівський костьол, вул. Костьольна, 17 | А            | 1817—49                                           | |                                              |
| 303.2     | Будинок домініканського монастиря, вул. Костьольна, 13-а | А, і         | 1-ша пол. XIX — XX ст.                            | проживали Андрей Шептицький, Світличний І. О. |                                              |
| 303.3     | Огорожа з брамами, вул. Костьольна, 17 — вул. Трьохсвятительська, 7 | А            | 1-ша пол. XIX — поч. XX ст.                       | |                                              |
| 303.4     | Прибутковий будинок, вул. Трьохсвятительська, 7 | А            | 1913—14                                           | |                                              |
| 303.5     | Сторожка, вул. Костьольна, 17 | А            | 1884                                              | |                                              |
| 303.6     | Флігель для прислуги костьолу, вул. Костьольна, 13-б | А            | 1824, 1862                                        | |                                              |
| 303.7     | Флігель з господарським льохом, вул. Трьохсвятительська, 13-д | А            | 1862                                              | |                                              |
| 304       | Олексіївське інженерне училище (Суворовське училище, тепер Київський військовий ліцей ім. І. Богуна), бульв. Лесі Українки, 25, 25-а, 27/2 — пров. Командарма Каменєва, 1, 4, 6        | А, і         | 1914—1918                                         | |                                              |
| 304.1     | Будинок начальника училища, бульв. Лесі Українки, 25 | А            | 1914                                              | |                                              |
| 304.2     | Головний навчальний корпус, бульв. Лесі Українки, 25 | А, і         | 1914—1916                                         | |                                              |
| 304.3     | Житловий будинок офіцерів, бульв. Лесі Українки, 27/2 | А            | 1914—1916                                         | |                                              |
| 304.4     | Житловий будинок офіцерів, пров. Командарма Каменєва, 4 | А            | 1914—1916                                         | |                                              |
| 304.5     | Житловий будинок сімейних вільнонайманих службовців, пров. Командарма Каменєва, 6 | А            | 1914—1916                                         | |                                              |
| 304.6     | Казарма, пров. Камандарма Каменєва, 1 | А            | 1914—1916                                         | |                                              |
| 304.7     | Манеж, бульв. Лесі Українки, 25-а | А            | 1914—1916                                         | |                                              |
| 304.8     | Пам'ятник Суворову О. В., бульв. Лесі Українки, 25 | М            | 1974                                              | |                                              |
| 305       | Олексіївський притулок для дітей військових, вул. Мельникова, 81 | А, і         | 1901—1902                                         | |                                              |
| 306       | Орлика Пилипа вулиця | А, і, мб     | XVIII—XX ст.                                      | |                                              |
| 306.1     | Житловий будинок № 4 | А, і         | 1908                                              | проживала родина Бубнових |                                              |
| 306.2     | Особняк Демченка В. Я. № 3 («будинок з каріатидами») | А, і         | 1911—1912                                         | |                                              |
| 306.3     | Особняк Ковалевського М. В. № 1/15 | А, і         | 1912                                              | |                                              |
| 306.4     | Середня школа № 13 | А            | 1936                                              | |                                              |
|           | Особняки (які містяться не в складі комплексних пам'яток) |              |                                                   | |                                              |
| 307       | Особняк, вул. Введенська, 6-б | А            | Кін. XIX ст.                                      | |                                              |
| 308       | Особняк, вул. Тропініна, 6 | А            | Кін. XIX ст.                                      | |                                              |
| 309       | Особняк, вул. І. Федорова, 26 | А            | Поч. XX ст.                                       | |                                              |
| 310       | Особняк, пров. Квітучий, 4 | А            | 1912                                              | |                                              |
| 311       | Особняк, пров. Тропініна, 5 | А            | Поч. XX ст.                                       | |                                              |
| 312       | Особняк Баккалинського П. С., вул. Мельникова, 30 | А            | 1901                                              | |                                              |
| 313       | Особняк Брадтмана Е. П., вул. Герцена, 6 | А, і         | 1914                                              | |                                              |
| 314       | Особняк, вул. Овруцька, 29 | А, і         | 2-га пол. XIX ст.                                 | проживав Бобринський Г. А. |                                              |
| 315       | Особняк, вул. Овруцька, 19 | А, і         | Кін. XIX ст.                                      | проживав Собкевич А. І. |                                              |
| 316       | Особняк, вул. Пугачова, 6 | А, і         | Кін. XIX — поч. XX ст.                            | |                                              |
| 317       | Особняк Грабара М. С., вул. Мельникова, 8 | А, і         | 1910—1911                                         | проживали і працювали відомі вчені, громадсько-культурні діячі |                                              |
| 318       | Особняк Козаровського О. Л., вул. Багговутівська, 14 | А            | Бл. 1910                                          | |                                              |
| 319       | Особняк Командувача військ Київського військового округу, пров. Запечерний, 2 | А, і         | 1946                                              | проживали відомі військові діячі |                                              |
| 320       | Особняк Русакова В. І., вул. Студентська, 3 | А            | 1910—1911                                         | |                                              |
| 321       | Особняк Руссіянова В. Х., вул. О. Шмідта, 33 | А            | 1900—1901                                         | |                                              |
| 322       | Особняк Янковського П. І., вул. Обсерваторна, 19 | А, і         | 1880                                              | містилася каплиця маріавітської громади |                                              |
| 323       | Павільйон Всеросійської промислової виставки, вул. Жилянська, 1 | А            | 1913                                              | |                                              |
| 324       | Палац спорту, вул. Еспланадна, 1 | А, М         | 1958—1960                                         | |                                              |
| 325       | Палац «Україна» (Національний палац «Україна»), вул. Червоноармійська, 103 | А, М         | 1970                                              | |                                              |
|           | Пам'ятні місця |              | Дата будівництва (в дужках — події)               | |                                              |
| 326       | Пам'ятне місце боїв воїнів першої чехословацької окремої бригади, пл. Інтернаціональна                                                                                                 | і            | (1943)                                            | |                                              |
| 327       | Пам'ятне місце Дарницького нацистського табору для військовополонених, вул. Академіка Горбунова                                                                                        | і            | (1941—1943)                                       | |                                              |
| 327.1     | Меморіальний комплекс загиблим у Дарницькому нацистському таборі | М            | 1968                                              | |                                              |
| 328       | Пам'ятне місце загибелі Мирона Д., вул. Б. Хмельницького | і            | 1942                                              | |                                              |
| 329       | Пам'ятне місце масових страт громадян у період нацистської окупації Києва — «Бабин Яр», Сирецький парк                                                                                 | і            | (1941—1943)                                       | |                                              |
| 329.1     | Пам'ятний знак дітям, розстріляним у Бабиному Яру, вул. О. Теліги | М            | (1941), 2001                                      | |                                              |
| 329.2     | Пам'ятний знак євреям, страченим у Бабиному Яру, вул. Мельникова, 44 | М            | 1991                                              | |                                              |
| 329.3     | Пам'ятний знак загиблим членам ОУН, вул. Дорогожицька | М            | 1992                                              | |                                              |
| 329.4     | Пам'ятник загиблим у Бабиному Яру, Сирецький парк | М            | 1976                                              | |                                              |
| 330       | Пам'ятне місце наведення Низьководного залізничного моста через Дніпро, Набережно-Печерська дорога, 26                                                                                 | і            | (1943)                                            | |                                              |
| 331       | Пам'ятне місце наведення першого понтонного моста через Дніпро, Набережне шосе | і            | 1943                                              | |                                              |
| 332       | Пам'ятне місце перепоховання вояків Студентського куреня, загиблих під ст. Крути, Паркова дорога                                                                                       | і            | (1918)                                            | |                                              |
| 333       | Пам'ятне місце першої лінії електричного трамваю в Києві (1892), Володимирський узвіз                                                                                                  | і            |                                                   | |                                              |
| 333.1     | Пам'ятний знак першій лінії електричного трамваю в Києві, Володимирський узвіз | М            | 1992                                              | |                                              |
| 334       | Пам'ятне місце поховань жертв політичних репресій (Биківня), с-ще Биківня | і            | (1936—1941)                                       | |                                              |
| 334.1     | Меморіал жертвам політичних репресій | А, М         | 1995                                              | |                                              |
| 335       | Пам'ятне місце робітничого селища водників, знищеного нацистами, Труханів острів | і            | (1943)                                            | |                                              |
| 335.1     | Пам'ятний знак робітничому селищу водників, знищеному нацистами, о. Труханів | М            | 1989                                              | |                                              |
| 336       | Пам'ятне місце робітничого селища Передмостова Слобідка, знищеного нацистами, парк культури і відпочинку «Гідропарк»                                                                   | і            | (1943)                                            | |                                              |
| 336.1     | Пам'ятний знак робітничому селищу Передмостова слобідка, знищеному нацистами, парк культури і відпочинку «Гідропарк»                                                                   | М            | 1991                                              | |                                              |
| 337       | Пам'ятне місце розташування оперативного відділу штабу Південно-Західного фронту, вул. Верховинна, 80                                                                                  | і            | (1941)                                            | |                                              |
| 338       | Пам'ятне місце розстрілу повсталих солдатів-саперів та робітників, пл. Перемоги | і            | (1905)                                            | |                                              |
| 339       | Пам'ятне місце розстрілу робітників-залізничників, пл. П. Кривоноса | і            | (1903)                                            | |                                              |
| 340       | Пам'ятне місце Сирецького нацистського концтабору, вулиці Т. Шамрила, Ризька, Академіка Грекова, Щусєва                                                                                | і            | (1941—1943)                                       | |                                              |
| 340.1     | Пам'ятний знак в'язням Сирецького нацистського концтабору | М            | 1991                                              | |                                              |
| 340.2     | Пам'ятний знак на місці розстрілів в'язнів, вул. Академіка Грекова, 20 | М            | 1999                                              | |                                              |
| 341       | Пам'ятне місце Третьої лінії оборони Києва, просп. Червонозоряний, 22/24 | і            | (1941)                                            | |                                              |
| 342       | Пам'ятне місце формування загонів народного ополчення Київської кондитерської фабрики ім. К. Маркса, просп. Науки, 1/5                                                                 | і            | (1941)                                            | |                                              |
| 343       | Пам'ятне місце формування загонів народного ополчення трамвайного заводу ім. Ф. Дзержинського, вул. Червоноармійська, 143/2                                                            | і            | (1941)                                            | |                                              |
| 344       | Пам'ятне місце панахиди по Т. Г. Шевченку і жалобної процесії до пароплава, пл. Поштова                                                                                                | і            | (1861)                                            | |                                              |
|           | Пам'ятні знаки і пам'ятники (які містяться не в складі комплексних пам'яток) |              |                                                   | |                                              |
| 345       | Пам'ятний знак електротранспортникам, загиблим під час Куренівської катастрофи, вул. Фрунзе, 132                                                                                       | М            | 1995                                              | |                                              |
| 346       | Пам'ятний знак жертвам Голодомору 1932—1933 в Україні, пл. Михайлівська | М            | 1993                                              | |                                              |
| 347       | Пам'ятний знак жертвам Чорнобильської катастрофи, вул. Чорнобильська | М            | 1994                                              | |                                              |
| 348       | Пам'ятний знак на честь дружніх зв'язків Києва та Сантьяго де Чилі, просп. Героїв Сталінграда — вул. Маршала Тимошенка                                                                 | М            | 2001                                              | |                                              |
| 349       | Пам'ятний знак Нестерову П. М., просп. Перемоги, 100/1 | М            | 1989                                              | |                                              |
| 350       | Пам'ятний знак Нестору, вул. Січневого повстання, 25 | М            | 1988                                              | |                                              |
| 351       | Пам'ятний знак першій школі на Русі, вул. Володимирська, 2 | М            | 1988                                              | |                                              |
| 352       | Пам'ятний знак «Повернення Архипенка», вул. Пушкінська, 42/4 | М            | 1997                                              | |                                              |
| 353       | Пам'ятний знак проходженню угорських племен, Паркова дорога | М            | 1997                                              | |                                              |
| 354       | Пам'ятний знак робітникам і службовцям Київського ремонтно-експлуатаційного депо ім. В. Леніна, загиблим у Великій Вітчизняній війні, вул. Білоруська, 1                               |              | 1983                                              | |                                              |
| 355       | Пам'ятник Андрію Первозванному, Паркова дорога | М            | 2000                                              | |                                              |
| 356       | Пам'ятник архістратигу Михаїлу, просп. Оболонський | М            | 2000                                              | |                                              |
| 357       | Пам'ятник Богомольцю О. О., вул. Вишгородська, 67 | М            | 1974                                              | |                                              |
| 358       | Пам'ятник Боженку В. Н., вул. Боженка, 86 | М            | 1967, 1984                                        | |                                              |
| 359       | Пам'ятник Бойченку О. М., вул. Велика Китаївська, 85 | М            | 1973                                              | |                                              |
| 360       | Пам'ятник Василевській В. Л., вул. Тимірязєвська, 36 | М            | 1988                                              | |                                              |
| 361       | Пам'ятник Вернадському В. І., бульв. Академіка Вернадського | М            | 1981                                              | |                                              |
| 362       | Пам'ятник воїнам, загиблим у роки Великої Вітчизняної війни, вул. Січневого повстання, 44                                                                                              | М            | 2001                                              | |                                              |
| 363       | Пам'ятник Гоголю М. В., Русанівська набережна | М            | 1982                                              | |                                              |
| 364       | Пам'ятник Гончару О. Т., вул. М. Коцюбинського | М            | 2001                                              | |                                              |
| 365       | Пам'ятник Грушевському М. С., вул. Володимирська | М            | 1998                                              | |                                              |
| 366       | Пам'ятник Довженку О. П., просп. Перемоги, 42 | М            | 1964, 1986                                        | |                                              |
| 367       | Пам'ятник Драгоманову М. П., вул. Пирогова, 9 | М            | 2002                                              | |                                              |
| 368       | Пам'ятник жителям селища Совки, загиблим у Великій Вітчизняній війні, вул. Каменярів                                                                                                   | М            | 1970                                              | |                                              |
| 369       | Пам'ятник Іванову А. В., вул. А. Іванова | М            | 1976                                              | |                                              |
| 370       | Пам'ятник Калініну М. І., вул. Зоологічна, 3 | М            | 1978                                              | |                                              |
| 371       | Пам'ятник Карбишеву Д. М., вул. Копилівська, 36 | М            | 1969                                              | |                                              |
| 372       | Пам'ятник Кирпоносу М. П., вул. Кирпоноса, 18 | М            | 1973                                              | |                                              |
| 373       | Пам'ятник Ковпаку С. А., вул. Здолбунівська, 7-б | М            | 1969                                              | |                                              |
| 374       | Пам'ятник комсомольцям 1920-х рр., просп. Перемоги | М            | 1961                                              | |                                              |
| 375       | Пам'ятник Корольову С. П., бульв. І. Лепсе, 8 | М            | 1974                                              | |                                              |
| 376       | Пам'ятник Коротченку Д. С., просп. Перемоги, 82 | М            | 1974                                              | |                                              |
| 377       | Пам'ятник Косіору С. В., вул. Артема | М            | 1970, 1984                                        | |                                              |
| 378       | Пам'ятник Котляревському І. П., вул. Мельникова | М            | 1975                                              | |                                              |
| 379       | Пам'ятник Крупській Н. К., вул. Крупської | М            | 1969                                              | |                                              |
| 380       | Пам'ятник Кудряшову В. І., вул. Фурманова, 1/5 | М            | 1972                                              | |                                              |
| 381       | Пам'ятник Курбасу О.-З. С., вул. Прорізна | М            | 2002                                              | |                                              |
| 382       | Пам'ятник Леніну В. І., бульв. Т. Шевченка | М            | 1946                                              | |                                              |
| 383       | Пам'ятник Лесі Українці, пл. Лесі Українки | М            | 1973                                              | |                                              |
| 384       | Пам'ятник Лисенку М. В., пл. Театральна | М            | 1965                                              | |                                              |
| 385       | Пам'ятник літературному персонажу Паніковському М. С., вул. Прорізна, 6 | М            | 1998                                              | |                                              |
| 386       | Пам'ятник Мануїльському Д. З., вул. Липська | М            | 1966                                              | |                                              |
| 387       | Пам'ятник Махтумкулі, вул. Прорізна, 3/5 | М            | 2001                                              | |                                              |
| 388       | Пам'ятник місту-герою Києву, пл. Перемоги | М            | 1982                                              | |                                              |
| 389       | Пам'ятник морякам Дніпровської військової флотилії, вул. Набережно-Хрещатицька | М            | 1979                                              | |                                              |
| 390       | Пам'ятник мученикам нацистських концтаборів, Харківське шосе | М            | 1995                                              | |                                              |
| 391       | Пам'ятник Островському М. О., пл. Солом'янська | М            | 1971                                              | |                                              |
| 392       | Пам'ятник Островському М. О., просп. Повітрофлотський, 35 | М            | 1978                                              | |                                              |
| 393       | Пам'ятник Павлову І. П., вул. Фрунзе, 103 | М            | 1951                                              | |                                              |
| 394       | Пам'ятник Параджанову С. Й., просп. Перемоги, 44 | М            | 1997                                              | |                                              |
| 395       | Пам'ятник Патону Б. Є., вул. Б. Хмельницького, 15/55 | М            | 1982                                              | |                                              |
| 396       | Пам'ятник персонажам п'єси М. Старицького «За двома зайцями», вул. Десятинна, 14 | М            | 1999                                              | |                                              |
| 397       | Пам'ятник Петровському Г. І., вул. М. Грушевського, 1 | М            | 1970                                              | |                                              |
| 398       | Пам'ятник працівникам органів внутрішніх справ, загиблим під час виконання службових обов'язків, пл. Солом'янська                                                                      | М            | 1997                                              | |                                              |
| 399       | Пам'ятник Пушкіну О. С., вул. Суворова, 1 | М            | 1899                                              | |                                              |
| 400       | Пам'ятник Пушкіну О. С., вул. Чорновола, 37 | М            | 1937, 1959                                        | |                                              |
| 401       | Пам'ятник Рєпіну І. Ю., вул. Терещенківська, 9 | М            | 1984                                              | |                                              |
| 402       | Пам'ятник репресованим митцям, вул. Смирнова-Ласточкіна, 20 | М            | 1996                                              | |                                              |
| 403       | Пам'ятник Сагайдачному П. К., пл. Контрактова | М            | 2001                                              | |                                              |
| 404       | Пам'ятник св. княгині Ользі, пл. Михайлівська | М            | 1911, 1996                                        | |                                              |
| 405       | Пам'ятник Сковороді Г. С., пл. Контрактова | М            | 1976                                              | |                                              |
| 406       | Пам'ятник Солов'яненку А. Б., вул. Інститутська, 16 | М            | 2001                                              | |                                              |
| 407       | Пам'ятник співробітникам і студентам Київського медичного інституту, загиблим у роки Великої Вітчизняної війни, просп. Перемоги, 82                                                    | М            | 1979                                              | |                                              |
| 408       | Пам'ятник Стражеску М. Д., вул. Народного ополчення, 5 | М            | 1977                                              | |                                              |
| 409       | Пам'ятник Ушинському К. Д., бульв. Чоколівський | М            | 1974                                              | |                                              |
| 410       | Пам'ятник Франку І. Я., пл. І. Франка | М            | 1956                                              | |                                              |
| 411       | Пам'ятник Хмельницькому Б. М., пл. Софійська | М            | 1888                                              | |                                              |
| 412       | Пам'ятник Чекістам, пл. Либідська | М            | 1967                                              | |                                              |
| 413       | Пам'ятник Чубарю В. Я., просп. Відрадний | М            | 1970                                              | |                                              |
| 414       | Пам'ятник Шевченку Т. Г., вул. Смирнова-Ласточкіна, 20 | М            | 1964, 1977                                        | |                                              |
| 415       | Пам'ятник Шевченку Т. Г., вул. П. Мирного, 24 | М            | 1964                                              | |                                              |
| 416       | Пам'ятник «Шлях пізнання», просп. Академіка Глушкова, 6 | М            | 1994                                              | |                                              |
| 417       | Пам'ятник Шолом-Алейхему, вул. Рогнідинська, 3 | М            | 1997                                              | |                                              |
| 418       | Пам'ятник Щорсу М. О., бульв. Т. Шевченка | М            | 1954                                              | |                                              |
| 419       | Пам'ятник Яковченку М. Ф., пл. І. Франка, 3 | М            | 2000                                              | |                                              |
| 420       | Пам'ятник Яновському Ф. Г., вул. Протасів Яр, 7 | М            | 1992                                              | |                                              |
| 421       | Пам'ятник Ярославу Мудрому, Золотоворітський сквер | М            | 1997                                              | |                                              |
| 422       | Паньківська вулиця | А, і, мб     | XIX—XX ст.                                        | |                                              |
| 422.1     | Житловий будинок № 12 | А, і         | 1880—1890-ті рр.                                  | діяв нелегальний студентський гурток, проживали Артоболевський В. М., родина Василенків |                                              |
| 422.2     | Житловий будинок № 17 | А, і         | 1910-ті рр.                                       | містився Київський технікум експлуатації залізниць, де працювали відомі вчені |                                              |
| 422.3     | Житловий будинок № 8 | А, і         | 1909—1914                                         | містилися редакції журналів «Світло» та «Сяйво», проживали відомі представники науки і культури, громадсько-політичні діячі                                                                                                   |                                              |
| 422.4     | Житловий будинок № 10 | А, і         | 1880—1890-ті рр., 1914—1915                       | проживав Демуцький П. Д. |                                              |
| 422.5     | Житловий будинок № 3 | і            | 1948                                              | проживав Микиша М. В. |                                              |
| 422.6     | Житловий будинок № 9 | А, і         | 1901                                              | проживали родина Грушевських, відомі діячі науки і культури |                                              |
| 422.7     | Маріїнський дитячий притулок № 2 | А, і         | 1881, 1899                                        | містилися науково-педагогічні установи, працювали відомі громадські діячі, вчені |                                              |
| 422.8     | Садиба № 14-а, 14-б | А, і         | 1890—1891                                         | проживали Білогриць-Котляревський Л. С., Драгоманови Л. М. і С.-О. М. |                                              |
| 423       | Парк Вічної Слави, вул. Січневого повстання | мб           | Кін. XIX — XX ст.                                 | |                                              |
| 423.1     | Меморіал Вічної Слави | і, М         | 1957                                              | |                                              |
| 423.1.1   | Могила Авдєєва М. Д. | і            |                                                   | |                                              |
| 423.1.2   | Могила Бабіна А. В. | і            |                                                   | |                                              |
| 423.1.3   | Могила Вітрука А. Н. | і            |                                                   | |                                              |
| 423.1.4   | Могила Гогічаїшвілі М. І. | і            |                                                   | |                                              |
| 423.1.5   | Могила Громагіна М. О. | і            |                                                   | |                                              |
| 423.1.6   | Могила Должанського Ю. М. | і            |                                                   | |                                              |
| 423.1.7   | Могила Єлісеєва І. Г. | і            |                                                   | |                                              |
| 423.1.8   | Могила Жукова О. О. | і            |                                                   | |                                              |
| 423.1.9   | Могила Захарова Л. В. | і            |                                                   | |                                              |
| 423.1.10  | Могила Зубарева Й. Є. | і            |                                                   | |                                              |
| 423.1.11  | Могила Кирпоноса М. П. | і            |                                                   | |                                              |
| 423.1.12  | Могила Колотушкіна І. І. | і            |                                                   | |                                              |
| 423.1.13  | Могила Лавриненка М. І. | і            |                                                   | |                                              |
| 423.1.14  | Могила Леонова І. Д. | і            |                                                   | |                                              |
| 423.1.15  | Могила Ломакіна М. П. | і            |                                                   | |                                              |
| 423.1.16  | Могила Лусти П. В. | і            |                                                   | |                                              |
| 423.1.17  | Могила Мадюді М. У. | і            |                                                   | |                                              |
| 423.1.18  | Могила Малигіна С. О. | і            |                                                   | |                                              |
| 423.1.19  | Могила Малярова М. Ф. | і            |                                                   | |                                              |
| 423.1.20  | Могила Мончака М. С. | і            |                                                   | |                                              |
| 423.1.212 | Могила Новикова Ю. В. | і            |                                                   | |                                              |
| 423.1.22  | Могила Пилипенка А. П. | і            |                                                   | |                                              |
| 423.1.23  | Могила Проценка С. Ф. | і            |                                                   | |                                              |
| 423.1.24  | Могила Ромашенка І. Ф. | і            |                                                   | |                                              |
| 423.1.25  | Могила Сербіна В. М. | і            |                                                   | |                                              |
| 423.1.26  | Могила Ситникова М. С. | і            |                                                   | |                                              |
| 423.1.27  | Могила Склярова С. Ф. | і            |                                                   | |                                              |
| 423.1.28  | Могила Тупікова В. І. | і            |                                                   | |                                              |
| 423.1.29  | Могила Турбіна Д. І. | і            |                                                   | |                                              |
| 423.1.30  | Могила Фоміна Ю. І. | і            |                                                   | |                                              |
| 423.1.31  | Могила Фрідмана С. М. | і            |                                                   | |                                              |
| 423.1.32  | Могила Чернєва В. В. | і            |                                                   | |                                              |
| 423.1.33  | Могила Чернишова М. Г. | і            |                                                   | |                                              |
| 423.1.34  | Могила Шолуденка Н. М. | і            |                                                   | |                                              |
| 423.2     | Паркова скульптура військовим льотчикам в образі капітана Титаренка — героя кінофільму „В бій ідуть тільки «старики»“, вул. Дніпровський узвіз                                         | М            | 2001                                              | |                                              |
| 424       | Парк «Володимирська гірка», вул. Трьохсвятительська | мб           | XIX ст.                                           | |                                              |
| 424.1     | Альтанка | А            | 1870                                              | |                                              |
| 424.2     | Альтанка | А            | 1897—1998                                         | |                                              |
| 424.3     | Пам'ятник князю Володимиру | М            | 1853                                              | |                                              |
| 425       | Парк ім. О. С. Пушкіна, просп. Перемоги, 40 | мб           | 1902                                              | |                                              |
| 425.1     | Пам'ятник Пушкіну О. С. | М            | 1962                                              | |                                              |
| 426       | Парк ім. Т. Г. Шевченка, вул. Володимирська | мб           | 2-га пол. XIX—XX ст.                              | |                                              |
| 426.1     | Пам'ятник Шевченку Т. Г. | М            | 1939                                              | |                                              |
| 427       | Парк хрещатий, пл. Європейська | мб           | XVIII—XX ст.                                      | |                                              |
| 427.1     | Пам'ятник возз'єднанню України з Росією, Парк Хрещатий | М            | 1982                                              | |                                              |
| 428       | Паркова скульптура «Запорожці», вул. Сагайдачного, 27-б | М            | 1982                                              | |                                              |
| 429       | Печерське міське парафіяльне училище, вул. А. Іванова, 11 | А, і         | 1901—1902                                         | містилася третя київська школа прапорщиків |                                              |
| 430       | Пивоварний завод (Ріхерта), вул. Фрунзе, 35 | А, і         | 1860—1909                                         | | [ 11 ]                                       |
| 431       | Пивоварний завод Акціонерного товариства, вул. Фрунзе, 41 | А, і         | XIX ст.                                           | |                                              |
| 431.1     | Броварня | А            | 1840-ві рр.                                       | |                                              |
| 431.2     | Будинок головної контори | А, і         | 1872—1873                                         | бували Термен О. Ф., Хряков М. Г., проживав і працював Михальчук К. П. |                                              |
| 432       | Південноросійський машинобудівний завод, вул. Жилянська, 107; вул. Електриків, 26 | і            | Кін. XIX — XX ст.                                 | |                                              |
| 432.1     | Будинок плазової майстерні судноверфі, вул. Електриків, 26 | і            | 1928                                              | |                                              |
| 432.2     | Монітор «Железняков», вул. Електриків, 2 | і            | 1967                                              | |                                              |
| 432.3     | Пам'ятне місце приєднання робітників заводу до повсталих солдатів Київського гарнізону, вул. Жилянська, 107                                                                            | і            | (1905)                                            | |                                              |
| 433       | Поділ | а            | IX—XVIII ст.                                      | |                                              |
| 433.1     | Безкурганний могильник | а            | XV ст.                                            | |                                              |
| 433.2     | Борисоглібська церква, вул. Борисоглібська, 11 | а            | XII ст.                                           | |                                              |
| 433.3     | Дерев'яний водогін та мостова | а            | XVII—XVIII ст.                                    | |                                              |
| 433.4     | Подільський могильник, вулиці Хорива, Волоська, Спаська | а            | 1-ша пол. — серед. XI ст., 2-га пол. XII—XIII ст. | |                                              |
| 433.5     | Ремісничі слободи Гончарі та Кожум'яки | а            | XII—XVIII ст.                                     | |                                              |
| 433.6     | Церква, вул. Волоська, 23 | а            | XII ст.                                           | |                                              |
| 433.7     | Церква, вул. Андріївська | а            | XII—XIII ст.                                      | |                                              |
| 433.8     | Церква, вулиці Верхній Вал — Волоська | а            | XIII—XV ст.                                       | |                                              |
| 433.9     | Церква Різдва Богородиці (вірменська), вул. Покровська, 7 | а            | XIV—XV ст.                                        | |                                              |
| 433.10    | Церква Успіння Богородиці Пирогощі, пл. Контрактова | а            | XII ст.                                           | | Відбудована, давні фундаменти законсервовані |
| 434       | Подільська машинна станція міської каналізації, вул. Введенська, 23 | А, і         | 1894, 1912                                        | |                                              |
| 435       | Подільський денний притулок для дітей робітничого класу, вул. Турівська, 26 | А, і         | 1905—1907                                         | |                                              |
| 436       | Подільських поліцейської дільниці й пожежного відділення будинок (тепер музей «Чорнобиль»), пров. Хорива, 1                                                                            | А            | 1910—1911                                         | |                                              |
| 436.1     | Пам'ятний знак «Чорнобильська мадонна», пров. Хорива, 1 | М            | 1996                                              | |                                              |
| 437       | Пожежне депо, вул. Маршала Рибалка, 11 | А            | 1927                                              | |                                              |
| 438       | Покровська вулиця | А, і, мб     | XVIII—XIX ст.                                     | |                                              |
| 438.1     | «Будинок для вдів» Дегтерьових М. П. і Є. І. № 1/1 | А, і         | 1892                                              | |                                              |
| 438.2     | Житловий будинок № 5 | А, і         | 1808                                              | проживав Стрельбицький С. І., містилася Подільська богадільня Дегтерьова М. П. |                                              |
| 438.3     | Контрактовий будинок (старий) № 4 | А, і         | 1799—1801                                         | відбулися установчі збори Міської управи і Української Національної Ради |                                              |
| 438.4     | Садиба | А            | XIX ст.                                           | |                                              |
| 438.5     | Садиба № 11 | А, і         | Поч. XIX ст.                                      | проживав Маккавейський Н. К. |                                              |
| 439       | Покровська церква, вул. М. Островського, 20/1 | А, і, М      | 1895—1897, 1907—1914                              | |                                              |
| 440       | Покровська церква, вул. Покровська, 7 | А, М         | XVIII—XIX ст.                                     | |                                              |
| 440.1     | Церква Покрови Пресвятої Богородиці | А, М         | 1766—1772                                         | |                                              |
| 440.2     | Дзвіниця | А            | 1809—1830                                         | |                                              |
| 441       | Покровська церква, пров. Мостицький, 2 | А, М         | 1902—1906                                         | |                                              |
| 442       | Покровський жіночий монастир, пров. Бехтерєвський, 12-б, 13, 13-а, 15 — вул. М. Пимоненка, 8                                                                                           | А, і, М      | Кін. XIX — поч. XX ст.                            | |                                              |
| 442.1     | Покрови Пресвятої Богородиці церква з келіями, пров. Бехтерєвський, 15 | А, і, М      | 1889—1890                                         | проживала черниця Анастасія |                                              |
| 442.2     | Собор св. Миколи Мірлікійського, пров. Бехтерєвський, 15 | А, і         | 1896—1911                                         | |                                              |
| 442.3     | Готель («Странноприїмниця»), пров. Бехтерєвський, 12-б | А            | 1912—1913                                         | |                                              |
| 442.4     | Миколаївська лікарня, пров. Бехтерєвський, 15, вул. М. Пимоненка, 8 | А, і         | Кін. XIX — поч. XX ст.                            | |                                              |
| 442.5     | Проскурня та іконна крамниця пров. Бехтерєвський, 15 | А            | 1898                                              | |                                              |
| 442.6     | Садиба з прибутковими будинками монастиря, пров. Бехтерєвський, 13, 13-а | А            | 1901, 1912                                        | |                                              |
| 442.7     | Свята брама, пров. Бехтерєвський, 15 | А            | 1890-ті рр.                                       | | Потребує термінової реставрації              |
| 443       | Політехнічний інститут, просп. Перемоги, 37 | А, і         | Кін. XIX — XX ст.                                 | |                                              |
| 443.1     | Головний навчальний корпус | А, і         | 1898—1901                                         | |                                              |
| 443.2     | Будинок навчального скотного двору | А            | 1900                                              | |                                              |
| 443.3     | Житловий будинок № 1 | А, і         | 1898—1999                                         | проживали відомі вчені |                                              |
| 443.4     | Житловий будинок № 2 | А, і         | 1898—1900                                         | проживали відомі вчені |                                              |
| 443.5     | Житловий будинок № 4 (колишній № 3) | А, і         | 1910                                              | проживали відомі вчені та діячі культури |                                              |
| 443.6     | Житловий будинок № 5 (колишній № 4) | А, і         | 1910                                              | проживали відомі вчені |                                              |
| 443.7     | Їдальня | А            | 1907                                              | |                                              |
| 443.8     | Механічні майстерні | А, і         | 1898—1901                                         | |                                              |
| 443.9     | Науково-технічна бібліотека ім. Г. Денисенка | А, і, М      | 1980                                              | |                                              |
| 443.10    | Пам'ятник Кирпичову В. Л. | М            | 1998                                              | |                                              |
| 443.11    | Пам'ятник Лебедєву С. О. | М            | 2002                                              | |                                              |
| 443.12    | Пам'ятник Менделєєву Д. І. | М            | 1995                                              | |                                              |
| 443.13    | Пам'ятник Патону Є. О. | М            | 2002                                              | |                                              |
| 443.14    | Пам'ятник першій Київській Раді робітничих депутатів | М            | 1985                                              | |                                              |
| 443.15    | Пам'ятник Тимошенку С. П. | М            | 1998                                              | |                                              |
| 443.16    | Приймальний покій (амбулаторія) | А            | 1907                                              | |                                              |
| 443.17    | Хімічний павільйон | А, і         | 1898—1899                                         | |                                              |
| 443.18    | Парк, просп. Перемоги | мб           | Поч. XX ст.                                       | |                                              |
| 443.18.1  | Пам'ятник викладачам, співробітникам та студентам Київського політехнічного інституту, загиблим у роки Великої Вітчизняної війни                                                       | М            | 1967                                              | |                                              |
|           | Поселення (які містяться не в складі комплексних пам'яток) |              |                                                   | |                                              |
| 444       | Поселення, розташоване на мисі високого правого берега Дніпра на Лисій горі | а            | 3 тис. до н. е.                                   | |                                              |
| 445       | Поселення, розташоване на Кирилівських висотах правого берега Дніпра на вул. Фрунзе в садибі будинків № 59—61                                                                          | а            | 3 тис. до н. е.                                   | |                                              |
| 446       | Поселення, розташоване на Кирилівських висотах правого берега Дніпра на вул. Фрунзе в садибі будинку № 81                                                                              | а            | 3 тис. до н. е.                                   | |                                              |
| 447       | Поселення, розташоване на Печерську під давніми фундаментами та навколо церкви Спаса на Берестові                                                                                      | а            | 5 ст. до н. е.                                    | |                                              |
| 448       | Поселення, розташоване на території парку «Нивки», на краю Лук'янівського плато, на мисі, утвореному ярами і глибокою долиною річки Сирець                                             | а            | X—XIII ст.                                        | |                                              |
| 449       | Поселення і могильник, розташовані на горі Дитинці | а            | Поселення: VII — XII ст. Могильник: X — XIII ст.  | |                                              |
| 450       | Поселення Сирець-1, розташоване на пн.-зх. околиці Києва, поблизу гирла річки Сирець, на мисі правого берега Дніпра, обмеженого з заходу долиною р. Сирець, з півночі — долиною Дніпра | а            | 3 тис. до н. е.                                   | |                                              |
| 451       | Поселення Сирець-2, розташоване поблизу поселення Сирець-1 | а            | 3 тис. до н. е.                                   | |                                              |
| 452       | Поселення Сирець-3, розташоване поблизу поселення Сирець-2 | а            | 3 тис. до н. е.                                   | |                                              |
| 453       | Почайнинська вулиця | А, і, мб     | XVII—XX ст.                                       | |                                              |
| 453.1     | Житловий будинок № 12 | А            | Кін. XIX ст.                                      | |                                              |
| 453.2     | Житловий будинок № 18 | А            | 1910-ті рр                                        | |                                              |
| 453.3     | Житловий будинок № 28 | А            | 2-га пол. XIX ст                                  | |                                              |
| 453.4     | Житловий будинок № 40 | А            | Кін. XIX — поч. XX ст.                            | |                                              |
| 453.5     | Житловий будинок № 62 | А, і         | 1969                                              | проживав Оксіюк Й. Ф. |                                              |
| 454       | Поштова станція, Поштова пл., 2 | А, і         | 1853—1865                                         | | Стан аварійний                               |
| 455       | Преображенські печери, вулиці Ягідна – Академіка Кащенка | а            | Серед. XIX ст.                                    | |                                              |
| 456       | Притисько-Микільська вулиця | А, і, мб     | XVII—XX ст.                                       | |                                              |
| 456.1     | Житловий будинок № 4/6 | А, і         | Поч. XIX ст.                                      | проживав Хомичевський М. В. |                                              |
| 456.2     | Київського єпархіального заводу церковних свічок будинок № 2 | А, і         | 1902, 1907—1908                                   | |                                              |
| 456.3     | Садиба № 7, 7-б | А, і         | 1728, 1818—1820                                   | містилася перша київська аптека, проживала родина Бунге |                                              |
| 457       | Притулок-ясла ім. Г. П. Гладюника, вул. Клінічна, 25-а | А, і         | 1914—1915                                         | містилися науково-дослідні установи, в яких працювали відомі вчені |                                              |
| 458       | Прорізна вулиця | А, і, мб     | XIX—XX ст.                                        | |                                              |
| 458.1     | Будинок Київського військового зібрання № 17 | А, і         | Кін. XIX — поч. XX ст.                            | працював Молодий театр, містився Будинок Червоної армії та флоту Київської залоги |                                              |
| 458.2     | Житловий будинок № 20 | А            | 1878, 1917—1918                                   | |                                              |
| 458.3     | Житловий будинок № 25 | А            | 1892—1893                                         | |                                              |
| 458.4     | Житловий будинок № 23 | А, і         | 1897                                              | містилися правління Київського товариства фотографів-аматорів «Дагер», управління Київської залоги Української Держави, штаби Збірного корпусу та Київської добровольчої дружини, проживав Сандлер О. А.                      |                                              |
| 458.5     | Житловий будинок № 22 | А, і         | 2-га пол. XIX ст.                                 | містилися секретаріат Київської організації УСДРП, редакція «Робітничої газети», проживав Скворцов І. П. |                                              |
| 458.6     | Житловий будинок № 4 | і            | 1954                                              | проживав Івакін Ю. О. |                                              |
| 458.7     | Житловий будинок №7/2—4 | А, і         | 1955                                              | проживав Скаба А. Д. |                                              |
| 458.8     | Житловий будинок № 13 | і            | 1956                                              | проживали Гречина М. Г., Холостенко М. В. |                                              |
| 458.9     | Житловий будинок № 9 | А, і         | 1879                                              | проживали фон Мулерт Ф. В., Риб. Є. А., перебував Чайковський П. І., містилася редакція газети «Dziennik kijowski» |                                              |
| 458.10    | Житловий будинок співробітників АН УРСР № 10 | А, і         | 1956                                              | проживали відомі вчені |                                              |
| 458.11    | Садиба № 18/1 — 18/1-г | А, і         | 1871 — поч. XX ст.                                | проживали Плужник Є. П., Покровський В. Т., Черкаський Т. В. |                                              |
| 459       | Пушкінська вулиця | А, і, мб     | 1-ша пол. XIX — XX ст.                            | |                                              |
| 459.1     | Житловий будинок № 19 | А            | 1934—1935                                         | |                                              |
| 459.2     | Житловий будинок акторів № 20 | А, і         | 1936—1938                                         | проживали відомі діячі культури |                                              |
| 459.3     | Житловий будинок № 11-а | і            | Кін. XIX — поч. XX ст.                            | містилася редакція «Киевской газеты» |                                              |
| 459.4     | Житловий будинок № 41 | А, і, М      | Поч. XX ст.                                       | перебував Ольжич О. |                                              |
| 459.5     | Житловий будинок № 9 | і            | Поч. XX ст.                                       | проживав Гарнич-Гарницький Е. Ф. |                                              |
| 459.6     | Житловий будинок № 39 | А, і         | 1909—1910                                         | проживав Касіян В. І. |                                              |
| 459.7     | Житловий будинок № 40 | і            | 1880                                              | проживав Кулаковський Ю. А. |                                              |
| 459.8     | Житловий будинок № 45 | А, і         | 1899—1901                                         | проживав Нестеренко О. О. |                                              |
| 459.9     | Житловий будинок № 5 | і            | Кін. XIX ст.                                      | проживав Шовкуненко О. О. |                                              |
| 459.10    | Житловий будинок № 22-а | А, і         | 1842—1843                                         | проживала родина Дуніних-Борковських, перебували Милорадовичі Г. О. і Л. О. |                                              |
| 459.11    | Житловий будинок № 38 | А, і         | 1876                                              | проживала Сантагано-Горчакова О. О. |                                              |
| 459.12    | Житловий будинок № 33 | А, і         | 1895—1996                                         | проживали Баранецький О. В., Шапіро М. Й. |                                              |
| 459.13    | Житловий будинок № 21—21-б | А, і         | 1910—1912                                         | проживали відомі діячі культури |                                              |
| 459.14    | Житловий будинок № 19 | А, і         | 1910                                              | проживали відомі діячі культури і науки |                                              |
| 459.15    | Житловий будинок № 11 | А, і         | 1898—1899                                         | проживали Кривошеєв О. С., Рузський Д. П. |                                              |
| 459.16    | Житловий будинок кооперативу «Науковий працівник» № 7 | А, і         | 1928—1930                                         | проживали відомі діячі науки і культури |                                              |
| 459.17    | Житловий будинок працівників Київської міськради № 1—3/5 | А, і         | 1950—1953                                         | проживали Карабиць І. Ф., Копиця Д. Д., Руденко Л. А. |                                              |
| 459.18    | Київська міська станція та комісійно-позичкове відділення Південно-Західної залізниці № 14                                                                                             | А            | 1910—1913                                         | |                                              |
| 459.19    | Особняк № 34 | А, і         | 1875—1891                                         | проживали Гарнич-Гарницькі Є. Ф. і Ф. М., містився Київський окружний комітет Українського товариства Червоного Хреста |                                              |
| 459.20    | Особняк № 36 | і            | 1875                                              | проживали Гейбель К. Е., Патріарх Володимир, родини Ващенків-Захарченків, Стороженків |                                              |
| 459.21    | Садиба № 12, 12-б, 12-в | А            | Поч. XX ст.                                       | |                                              |
| 459.22    | Садиба № 24-а, 24-б | А            | 1888, 1897                                        | |                                              |
| 459.23    | Садиба № 8 | А, і         | 1894—1895                                         | містилися клуб Київського літературно-артистичного товариства, правління Київського товариства повітроплавання, Український науковий інститут книгознавства, проживали відомі представники науки, культури, військової справи |                                              |
| 459.24    | Садиба № 22 | А, і         | 1912—1913                                         | містилися медичні заклади, де працювали відомі лікарі та вчені |                                              |
| 459.25    | Садиба № 28/9 | А, і         | 1875—1877                                         | містилися правління Південно-російського товариства заохочення землеробства й сільської промисловості, Друге Київське комерційне училище, проживав Поспєлов В. П.                                                             |                                              |
| 459.26    | Садиба № 10, 10-б | А, і         | 1881—1882, 1895—1896                              | проживав Бердяєв М. О., містилося Київське вегетаріанське товариство |                                              |
| 459.27    | Садиба № 43, 43-б, 43-в | А, і, М      | Кін. XIX — поч. XX ст.                            | проживав Войновський П. |                                              |
| 459.28    | Садиба № 30, 30-б | А, і         | 1874                                              | проживав Крутиков П. С., містився Український Червоний Хрест |                                              |
| 459.29    | Садиба № 32—32-а, 32-б | А, і         | 2-ї пол. XIX — поч. XX ст.                        | проживав Ульянов Д. І., містилися приватні навчальні заклади, правління Спілки композиторів України, редакція журналу «Радуга», де працювали відомі діячі науки і культури                                                    |                                              |
| 459.30    | Садиба № 31-а, 31-б, 31-в | і            | 1898                                              | проживали Бертьє Д. С., Домбровський М. П. |                                              |
| 459.31    | Садиба № 23, 23-б | А, і         | 1913—1914                                         | проживали Вериківський М. І., Винниченко В. К., Дерев'янко К. М., Павличенко Л. М. |                                              |
| 459.32    | Садиба Мехельсона № 35, 35-б, 37-а, 37-б | А, і         | 1913—1914                                         | проживали відомі діячі науки і культури, містилася явочна квартира підпільної групи Кудрі І. Д. | Стан незадовільний.                          |
| 460       | Пуща-Водиця — дачне селище | А, і, мб     | Кін. XIX—XX ст.                                   | |                                              |
| 460.1     | Дача, вул. Гамарника, 40-б | А            | 1910-ті рр.                                       | |                                              |
| 460.2     | Дача, вул. Гамарника, 43 | А            | Поч. XX ст.                                       | |                                              |
| 460.3     | Дача, вул. Гамарника, 75-а | А            | Поч. XX ст.                                       | |                                              |
| 460.4     | Дача, вул. М. Юнкерова, 36 | А            | Поч. XX ст.                                       | |                                              |
| 460.5     | Дача, вул. М. Юнкерова, 37 | А            | 1910—1916                                         | |                                              |
| 460.6     | Дача, вул. М. Юнкерова, 37-а | А            | 1910—1916                                         | |                                              |
| 460.7     | Дача, вул. М. Юнкерова, 43 | А            | Поч. XX ст.                                       | |                                              |
| 460.8     | Дача, вул. М. Юнкерова, 47 | А            | 1910—1916                                         | |                                              |
| 460.9     | Дача, вул. М. Юнкерова, 50 | А            | 1910                                              | |                                              |
| 460.10    | Дача, вул. М. Юнкерова, 50-б | А            | 1914—1916                                         | |                                              |
| 460.11    | Дача, вул. Червонофлотська, 11 | А            | Поч. XX ст.                                       | |                                              |
| 460.12    | Дачі, вул. Червонофлотська, 9 | А            | 1905, 1910                                        | |                                              |
| 460.13    | Лісова школа, вул. Гамарника, 60 | А, і         | 1935                                              | |                                              |
| 460.14    | Санаторій «30 років Радянської України», вул. 14-а лінія | А            | 1948—1964                                         | |                                              |
| 460.15    | Церква преподобного Серафима Саровського, вул. М. Юнкерова, 42 | А            | 1908—1910                                         | |                                              |
| 460.15.1  | Склеп Козакевичів | А, і         | Бл. 1913                                          | |                                              |
| 461       | П'ята Києво-Печерська гімназія, вул. Суворова, 1 | і            | 1885—1886                                         | |                                              |
| 462       | П'ятий телеграфний парк, вул. Рибальська, 22 | А, і         | 1875                                              | |                                              |
| 463       | Рейтарська вулиця | А, і, мб     | XIX—XX ст.                                        | |                                              |
| 463.1     | Будинок Київської повітової земської управи № 37 | і            | 1913—1914                                         | проживав і працював Шаповал М. Ю., містився Гідромеліоративний інститут, де навчався Синицин Г. Я. |                                              |
| 463.2     | Житловий будинок №3/2 | А            | 1935                                              | |                                              |
| 463.3     | Житловий будинок № 9 | А            | 1870-ті рр.                                       | |                                              |
| 463.4     | Житловий будинок № 16 | А            | Поч. XX ст.                                       | |                                              |
| 463.5     | Житловий будинок № 24/27 | А            | 1897—1898                                         | |                                              |
| 463.6     | Житловий будинок № 20/24 | А, і         | 1912—1914                                         | містилася редакція журналу «Ґедз», проживали Вербицький О. М., Тимошенко Ю. Т. |                                              |
| 463.7     | Житловий будинок № 25 | А, і         | 1899                                              | проживав Булгаков М. О. |                                              |
| 463.8     | Житловий будинок № 28 | і            | Кін. XIX — поч. XX ст.                            | проживав Пурієвич К. А. |                                              |
| 463.9     | Житловий будинок № 6-а | і            | Кін. XIX — поч. XX ст.                            | проживав Радзієвський О. Г. |                                              |
| 463.10    | Житловий будинок № 8/5-а | А, і         | 1891                                              | проживала Мар'яшева Г. М. |                                              |
| 463.11    | Житловий будинок № 31/16 | А, і         | 1900                                              | проживали Бєлоусов П. І., Кривошеєв О. С. |                                              |
| 463.12    | Житловий будинок № 18 | А, і         | 1908—1909                                         | проживали Виноградов В. В., Тржецеський А. А. |                                              |
| 463.13    | Житловий будинок № 17 | А, і, М      | 1910—1912                                         | проживали Коломійченко М. С., Коломійченко О. С. |                                              |
| 463.14    | Житловий будинок співробітників ВУАН № 11 | і            | 1934                                              | проживали відомі вчені |                                              |
| 463.15    | Садиба № 35-а, 35-б | і            | Поч. XX ст.                                       | містилася редакція «Газеты», проживали Олтаржевський Ф. М., Руберт І. Ю. |                                              |
| 463.16    | Садиба № 19-а, 19-б | А, і         | 2-га пол. XIX ст.                                 | проживав Лисенко М. В. |                                              |
| 463.17    | Садиба № 13 | і            | 1873—1874                                         | проживали Давидов Ю. Л., родина Чистякових, Стороженко А. В. |                                              |
| 463.18    | Садиба Лінчевських № 7, 7-б | А            | Кін. XIX — поч. XX ст.                            | |                                              |
| 463.19    | Садиба Товариства швидкої медичної допомоги № 22 | А, і         | 1913—1915                                         | містилися Міністерства народного здоров’я Української Держави і УНР |                                              |
| 463.20    | Садиба Трубецького Є. М. № 27, 29, 29-б | А, і         | Кін. XIX — поч. XX ст.                            | проживали відомі діячі науки і культури, Стороженко Г. Д. |                                              |
| 464       | Реміснича управа, вул. Ірининська, 4 | А            | 1901—1902                                         | |                                              |
| 465       | Річкове училище, вул. Фрунзе, 9 | А            | 1951—1953                                         | |                                              |
| 466       | Річковий вокзал, пл. Поштова | А, М         | 1957—1961                                         | |                                              |
| 467       | Руставелі Шота вулиця | А, і, мб     | Кін. XIX—XX ст.                                   | |                                              |
| 467.1     | Житловий будинок № 32 | А            | 1898—1899                                         | |                                              |
| 467.2     | Житловий будинок № 12 | А            | 1900                                              | |                                              |
| 467.3     | Житловий будинок № 9 | А            | 1902—1903                                         | |                                              |
| 467.4     | Житловий будинок № 36 | А            | 1903—1904                                         | |                                              |
| 467.5     | Житловий будинок № 23 | А, і, М      | 1911                                              | проживав Рабинович Л. Н. |                                              |
| 467.6     | Житловий будинок № 34 | і            | Кін. XIX — поч. XX ст.                            | проживав Ревуцький А. С. |                                              |
| 467.7     | Житловий будинок № 26 | і            | 1958                                              | проживали Міньківський О. З., Соколов М. О. |                                              |
| 467.8     | Садиба № 22, 22-в | А, М         | 1896—1897                                         | |                                              |
| 467.9     | Садиба № 38, 38-б, 38-в | А            | 1901—1902                                         | |                                              |
| 467.10    | Садиба № 30, 30-б | А            | 1902—1903                                         | |                                              |
| 467.11    | Садиба № 29, 29-б | А, М         | 1907—1908                                         | |                                              |
| 467.12    | Садиба № 20, 20-б, 20-в | А            | 1910—11, 1950-ті рр.                              | |                                              |
| 467.13    | Садиба № 27, 27-б | А, М         | 1912—1913                                         | |                                              |
| 468       | Сагайдачного Петра вулиця | А, і, мб     | Кін. XVIII — XX ст.                               | |                                              |
| 468.1     | Житловий будинок № 6 | А            | 1896                                              | |                                              |
| 468.2     | Житловий будинок № 8 | А            | 2-га пол. XIX ст.                                 | |                                              |
| 468.3     | Житловий будинок № 10/5 | А            | 1899—1900                                         | |                                              |
| 468.4     | Житловий будинок № 19 | А            | 1891                                              | |                                              |
| 468.5     | Житловий будинок № 29/3 | А            | 1-ша пол. XIX ст.                                 | |                                              |
| 468.6     | Житловий будинок № 35 | А            | 1870-ті рр.                                       | |                                              |
| 468.7     | Житловий будинок № 12 | А, і         | 1890—1992                                         | містилося правління Другого пароплавного товариства по Дніпру та його притоках |                                              |
| 468.8     | Житловий будинок № 23/4 | А, і         | 1898                                              | проживав Клуг М. В. |                                              |
| 468.9     | Особняк Коробкіна Ф. М. № 20/2 | А, і         | 1830-ті рр.                                       | |                                              |
| 468.10    | Садиба № 16/5, 16-б | А            | XIX — поч. XX ст.                                 | |                                              |
| 468.11    | Садиба № 22/1, 24 | А            | Поч. 19—XX ст.                                    | |                                              |
| 468.12    | Садиба № 25-а, 25-б, 25-г | А            | 2-га пол. XIX ст.                                 | |                                              |
| 468.13    | Садиба Балабух № 27, 27-б | А            | Кін. 18—XIX ст.                                   | |                                              |
|           | Садиби (які містяться не в складі комплексних пам'яток) |              |                                                   | |                                              |
| 469       | Садиба, вул. Волоська, 5, 5/14, 5-б | А            | XIX ст.                                           | |                                              |
| 470       | Садиба, вул. Гоголівська, 32-а, 32-б | А            | 1890-ті рр.                                       | |                                              |
| 471       | Садиба, вул. Дмитрівська, 19-а, 19-б | А            | 1901—1902                                         | |                                              |
| 472       | Садиба, вул. Жилянська, 7, 7-а, 7-б, 7-в | А            | Поч. XX ст.                                       | |                                              |
| 473       | Садиба, вул. Пимоненка, 2/58-а, 2/58-в | А            | 1910-ті рр.                                       | |                                              |
| 474       | Садиба, вул. Різницька, 9-а, 9-б | А            | 1909—1911                                         | |                                              |
| 475       | Садиба, вул. Студентська, 5, 5-а | А            | 1900—1910                                         | |                                              |
| 476       | Садиба, пров. Музейний, 2-а, 2-б, 2-в, 2-г, 2-д | А            | 1895—1900                                         | |                                              |
| 477       | Садиба Більського О. Д., вул. Мануїльського, 8 | А, і         | 1893                                              | проживали відомі державні діячі, містився київський нді педіатрії, акушерства та гінекології моз урср, в якому працював Михайленко О. Т.                                                                                      |                                              |
| 478       | Садиба, вул. Немировича-Данченка, 2 | і            | 1890-х рр.                                        | містився 168-й миргородський піхотний полк |                                              |
| 479       | Садиба, вул. Кудрявська, 9, 9-б | А, і         | 1880-х рр. — 1911                                 | проживали відомі діячі науки і культури |                                              |
| 480       | Садиба Голомбека Ф. Ф., вул. Жилянська, 23 | А, і         | 1913—1914                                         | |                                              |
| 481       | Садиба київського відділення попечительства імператриці марії олександрівни про сліпих, вул. Інститутська, 29, пров. Кріпосний, 3, Кловський узвіз, 1                                  | А, і         | Кін. XIX—XX ст.                                   | |                                              |
| 482       | Садиба Міллера Б. С., вул. Жилянська, 38 | А            | 1893—1894                                         | |                                              |
| 483       | Садиба Орловського В. Д., вул. Гоголівська, 28 | А, і         | 1892                                              | проживав Пимоненко М. К. |                                              |
| 484       | Садиба Світлицького Г. П., вул. Дегтярна, 30 | і            | Кін. XIX ст.                                      | |                                              |
| 484.1     | Пам'ятник Світлицькому Г. П. | М            | 1972                                              | |                                              |
| 485       | Садиба Стрельбицького С. І., пров. Музейний, 8, 8-б | А, і         | Поч. XIX— поч. XX ст.                             | |                                              |
| 486       | Саксаганського вулиця | А, і, М, мб  | Серед. XIX — XX ст.                               | |                                              |
| 486.1     | Будинок Південноросійського товариства торгівлі аптечними товарами (ЮРОТАТ) № 108/16                                                                                                   | А, М         | 1898—1899                                         | |                                              |
| 486.2     | Житловий будинок № 5 | А            | Кін. XIX ст.                                      | |                                              |
| 486.3     | Житловий будинок № 12 | А, М         | 1910—1913                                         | |                                              |
| 486.4     | Житловий будинок № 25 | А            | 1950                                              | |                                              |
| 486.5     | Житловий будинок № 31/29 | А            | 1901                                              | |                                              |
| 486.6     | Житловий будинок № 38 | А            | XIX ст.                                           | |                                              |
| 486.7     | Житловий будинок № 63/28 | А            | 1953                                              | |                                              |
| 486.8     | Житловий будинок № 68/21 | А            | 1911                                              | |                                              |
| 486.9     | Житловий будинок № 81 | А            | 1898—1899                                         | |                                              |
| 486.10    | Житловий будинок № 93-б | А            | Кін. XIX ст.                                      | |                                              |
| 486.11    | Житловий будинок № 103 | А            | 1913                                              | |                                              |
| 486.12    | Житловий будинок № 104 | А            | Поч. XX ст.                                       | |                                              |
| 486.13    | Житловий будинок № 109/20 | А            | 1913                                              | |                                              |
| 486.14    | Житловий будинок № 113-а | А            | Поч. XX ст.                                       | |                                              |
| 486.15    | Житловий будинок № 135/13 | А            | 1897—1898                                         | |                                              |
| 486.16    | Житловий будинок № 137/18 | А            | 1893                                              | |                                              |
| 486.17    | Житловий будинок № 33—35 | А, і         | 1910—1911                                         | бував Бабель І. Е., проживали Стасюк М. М., Шейнін Є. П. |                                              |
| 486.18    | Житловий будинок № 147/5 | А, і         | 1900—1903                                         | бував Паустовський К. Г. |                                              |
| 486.19    | Житловий будинок № 48 | і            | 1897                                              | містилася редакція газети «Село» |                                              |
| 486.20    | Житловий будинок № 123 | А, і         | 1911—1912                                         | містилася редакція журналу «Шлях», проживав Прокопович В. К. |                                              |
| 486.21    | Житловий будинок № 13/42 | А, і         | 1890-ті рр.                                       | містилася редакція щорічника «Весь Київ» |                                              |
| 486.22    | Житловий будинок № 83 | і            | 2-га пол. XIX ст.                                 | містилися правління Товариства українських кооператорів «Наша кооперація», редакція журналу «Наша кооперація», проживав Стасюк М. М.                                                                                          |                                              |
| 486.23    | Житловий будинок № 117 | А, і         | 1912                                              | проживав Астряб О. М. |                                              |
| 486.24    | Житловий будинок № 52 | А, і         | 2-га пол. XIX ст.                                 | проживав Беренштам В. Л. |                                              |
| 486.25    | Житловий будинок № 143 | і            | Кін. XIX ст.                                      | проживав Вінцковський Д. І. |                                              |
| 486.26    | Житловий будинок № 92 | А, і         | 1909                                              | проживав Ковалевський М. М. |                                              |
| 486.27    | Житловий будинок № 80 | і            | Серед. XIX — поч. XX ст.                          | проживав Кониський О. Я. |                                              |
| 486.28    | Житловий будинок № 110 | і            | Кін. XIX — поч. XX ст.                            | проживав Лесь Курбас |                                              |
| 486.29    | Житловий будинок № 107/47 | А, і         | Кін. XIX — поч. XX ст.                            | проживав Ліндеман В. К. |                                              |
| 486.30    | Житловий будинок № 139 | А, і         | 2-га пол. XIX ст.                                 | проживав Марцинчик А.-Е. А.-Я. |                                              |
| 486.31    | Житловий будинок № 84/86 | А, і         | Кін. XIX — поч. XX ст.                            | проживав Носов М. М. |                                              |
| 486.32    | Житловий будинок № 28 | А, і         | Кін. XIX — поч. XX ст.                            | Павловський О. Д. |                                              |
| 486.33    | Житловий будинок № 66 | і            | 1890-ті рр.                                       | проживав Садовень О. А. |                                              |
| 486.34    | Житловий будинок № 34 | А, і         | 1912—1913                                         | проживав Фінкельштейн Л. О. | Стан незадовільний.                          |
| 486.35    | Житловий будинок № 2/34 | А, і         | 1906                                              | проживав Челомей В. М. |                                              |
| 486.36    | Житловий будинок № 20 | А, і         | Кін. XIX — поч. XX ст.                            | проживав Шліхтер О. Г. |                                              |
| 486.37    | Житловий будинок № 96 | А, і         | 1898—1899                                         | Бердяєв С. О., Лоначевський-Петруняка Т. І. |                                              |
| 486.38    | Житловий будинок № 58 | А, і         | 1913—1914                                         | проживали Брун К. І., Каміонський О. І., Штейнберг Л. П. |                                              |
| 486.39    | Житловий будинок № 67 | і            | Кін. XIX — поч. XX ст.                            | проживали Василенко К. П., Грінченко Б. Д., Шехонін М. О. |                                              |
| 486.40    | Житловий будинок № 91 | і            | XIX ст.                                           | проживали відомі вчені, громадсько-політичні діячі |                                              |
| 468.41    | Житловий будинок № 24/27 | А, і         | Серед. 1930-х рр.                                 | проживали відомі діячі культури |                                              |
| 486.42    | Житловий будинок № 95-б | А, і         | 1894                                              | проживали Гвоздик М. В., Лисенко М. В., Лисенко О. М., Рильський М. Т. |                                              |
| 486.43    | Житловий будинок № 111 | і            | 3-тя чв. XIX ст.                                  | проживали Грушевський М. С., Хворостецький І. Ф. |                                              |
| 486.44    | Житловий будинок № 36-а | А, і         | 1900-х рр.                                        | проживали Губергріц М. М., Массіні К. А. |                                              |
| 486.45    | Житловий будинок № 46 | і            | Кін. XIX ст.                                      | проживали Жуковський М. Є., Осьмак В. О. |                                              |
| 486.46    | Житловий будинок № 99 | А, і, М      | 1911—1912                                         | проживали Леонтович В. Г., Чирвинський В. М. |                                              |
| 486.47    | Житловий будинок № 101 | А, і         | 1910                                              | проживали Леся Українка, Олена Пчілка |                                              |
| 486.48    | Житловий будинок № 59-б | і            | Кін. XIX — поч. XX ст.                            | проживали Маркович Я. М., Науменко В. П., Остроградський К. В. |                                              |
| 486.49    | Житловий будинок № 97 | А, і         | 1889                                              | проживали родина Косачів, Хитрово М. С., містилася редакція журналів «Рідний край», «Молода Україна» |                                              |
| 486.50    | Житловий будинок працівників Вукоопромради № 65 | А            | 1935                                              | |                                              |
| 486.51    | Садиба № 57-а, 57-б | А            | Бл. 1905                                          | |                                              |
| 486.52    | Садиба № 72, 72-б | А            | Поч. XX ст.                                       | |                                              |
| 486.53    | Садиба № 89, 89-б | А            | 1899—1900                                         | |                                              |
| 486.54    | Садиба № 129-а, 129-б, 129-в | А            | 1910-ті рр.                                       | |                                              |
| 486.55    | Садиба № 74, 74-б | А, і         | 1897—1898                                         | містилося правління Київського товариства фотографів-аматорів «Дагер», проживали відомі діячі науки і культури |                                              |
| 486.56    | Садиба № 30, 30-б, 30-в | А, і         | 1899—1900                                         | проживав Баранецький О. В. |                                              |
| 486.57    | Садиба № 78, 78-б | А, і         | 1911—1912                                         | проживав Бобрусов М. П. |                                              |
| 486.58    | Садиба № 15, 15-б | А, і         | 1898—1899                                         | проживав Голубовський П. В. |                                              |
| 486.59    | Садиба № 61/17 | А, і         | Кін. XIX — поч. XX ст.                            | проживав Дорошкевич О. К. |                                              |
| 486.60    | Садиба № 22, 22-б, 22-в | А, і         | Поч. XX ст.                                       | проживав Козінцев Г. М., бували Еренбург І. Г., Каплер О. Я., Юткевич С. Й. |                                              |
| 486.61    | Садиба № 60, 60-б, 60-в | і            | 1890                                              | проживав Миклухо-Маклай М. М., містилася редакція «Киевской старины» |                                              |
| 486.62    | Садиба № 112-а, 112-б | А, і         | 1898—1900                                         | проживав Радціг О. О. |                                              |
| 486.63    | Садиба № 27, 27-б | А, і         | 1900—1909                                         | проживав Шолом-Алейхем |                                              |
| 486.64    | Садиба № 43, 43-б | А, і         | 1890-ті рр.                                       | проживали Бобрецький М. В., Коротньов О. О., Таранухін В. А. |                                              |
| 486.65    | Садиба № 44, 44-б, 44-е | А, і         | XIX ст.                                           | проживали відомі діячі науки і культури, громадсько-політичного життя, містилася явочна квартира Радянського підпільного райкому ЛКСМУ                                                                                        |                                              |
| 486.66    | Садиба № 131-а, 131-б | А, і         | 1913—1914                                         | проживали Гамарник Я. Б., Крамаренко Л. П. |                                              |
| 486.67    | Садиба № 41, 41-в | і            | Кін. XIX — поч. XX ст.                            | проживали Єрмаков В. П., Павловський О. Д. |                                              |
| 486.68    | Садиба Маріїнської громади сестер-жалібниць № 75 | А, і, М      | Поч. XX ст.                                       | відбувся 1-й з'їзд Товариства Червоного Хреста України, містилися медичні установи, де працювали відомі лікарі та вчені |                                              |
| 487       | Санаторій для нервово- та душевнохворих, вул. Овруцька, 25 | А            | 1910-ті рр.                                       | |                                              |
| 488       | Свято-Троїцький (Іонівський) монастир, вул. Тимірязєвська, 1 | А, і, М      | 2-га пол. XIX ст.                                 | |                                              |
| 488.1     | Свято-Троїцька церква | А, М         | 1871, 1897—1900                                   | |                                              |
| 488.1.1   | Склеп преподобного Іони | А, і         | 1902                                              | |                                              |
| 488.2     | Братський корпус та лікарня | А            | 1912—1916                                         | |                                              |
| 488.3     | Братські келії | А            | 1880-ті рр.                                       | |                                              |
| 488.4     | Годинникова вежа та бакалійна крамниця | А            | 1887                                              | |                                              |
| 488.5     | Льохи | А            | XIX — поч. XX ст.                                 | |                                              |
| 488.6     | Майстерні | А            | Поч. 1900-х рр.                                   | |                                              |